# Хришћански брак
По хришћанском веровању, Брак је света тајна кроз коју Дух Свети сједињује у једно биће хришћане и хришћанке који пред свештеником непоколебљиво изјаве да ће се цео свој живот узајамно волети и једно другом бити верни, и који примају благослов за рађање и васпитање деце. Хришћани верују да је Бог у Рају благословио прародитеље Адама и Еву и рекао им: "Рађајте се, и множите се и напуните Земљу." (Постање 1,28). Јединство мужа и жене је нешто најближе од свих људских односа. "Човек ће оставити оца и матер своју, и прилепиће се жени својој, и биће двоје једно тело." (Постање 2,24).
По истом веровању, Исус Христос је потврдио овај стари закон о браку. Он је поновио исте речи Старог завета, и говорећи против развода брака, додао: "Што је Бог саставио, човек да не раставља." (Матеј 19,6). Он је осветио брак Својим присуством на свадби у Кани Галилејској и претварањем на тој свадби воде у вино (Јован 2). Он је тиме дао дубљи смисао браку, исто као што се вода променила у вино, тако се Његовим присуством телесна љубав мења у духовну љубав двеју душа. Рађање деце у прехришћанском времену имало је за циљ „напунити земљу“, док хришћански брак има за циљ напунити Христову Цркву и на земљи и на небу, коначно - напунити Рај.
Хришћански брак има дубљи симболички значај. Апостол Павле упоређује брачну везу мушкарца и жене с везом Христа и Његове Цркве: "Муж је глава жене као што је Христос глава Цркве". Као што човек и жена у браку постају једно, тако су једно и нераздвојни Христос и Његова Црква.

## Обред венчања
Венчање, света тајна брака, је молитвени чин, прописан типиком. Не може се вршити у току поста. Младенци морају бити крштени. За венчање је надлежан свештеник оне парохије у којој живи вереник. Венчање се састоји од две службе у једној:
- Веридба, која се обично врши у припрати храма, и састоји се од размене прстенова међу вереницима
- Свечаност уласка у храм у поворци и овенчања крунама

Овај улазак у храм јако је значајан, јер открива преображај брака од нечега што је сасвим природно у брак у Христу. Брак овде добија ново значење, нову димензију. Венци (круне) с једне стране откривају царску суштину брака, јер човек кроз брак постаје цар једног царства ма колико мало оно било, а с друге стране они су и мученички венци.
У првим вековима хришћанства, Света Тајна Брака(као и све остале тајне)вршена је у склопу Литургије, да би и брак био принесен у Царство Божије, чија је икона Литургија. Тако је брак добио свој пуни смисао као сједињење за вечност, тј. заједница љубави у вечности Царства Божијег. Све ове претпоставке упућују на то да циљ брака по себи није рађање деце, нити побољшање наталитета, већ је то превазилажење индивидуалности, самоће, затворености и себичности кроз најприснију заједницу љубави у Христу, и то не само у историјском контексту, већ пре свега у есхатолошком, тј. вечном контексту.